# 心中雪解車
心中雪解車是台灣日治時代發生在台北的「心中事件」（殉情），台北三橋町的比翼塚即為紀念這次事件而立。

## 概要
根據明治33年（1900年）的《台灣日日新報》記載，娼妓鳴戶是日本內地人，明治30年（1897年）渡台，在艋舺的妓樓歡看樓和高進商會職員梅田末太郎相識相戀，明治32年（1899年）的七夕兩人私奔到台中，但是不久之後，妓樓的樓主追查到兩人的行蹤，鳴戶被帶回台北，最後兩人自縊於大稻埕德國領事館前的載貨列車。
殉情事件發生之後，由落語家三遊亭萬朝發起，在三板橋共同墓地（現林森公園）建立一座比翼塚，以紀念兩人，並刻有俳人高橋窗雨的俳句「眠るも夢さむるもゆめの胡蝶かな」。比翼塚現已不存。

## 腳注
1. ↑  .   [2018-11-23]. （原始内容存档于2020-11-15）.